# Dick Lundy
Richard "Dick" Lundy (14 de agosto de 1907, Míchigan-7 de abril de 1990, San Diego, California), fue un animador y director de cine estadounidense, conocido por crear al Pato Donald, quien tuvo su primera aparición en el cortometraje The Wise Little Hen (1934). 
Trabajó para un gran número de estudios de animación, incluyendo Walt Disney Productions (donde trabajó en Steamboat Willie, entre otros cortometrajes), Walter Lantz y Metro-Goldwyn-Mayer, es conocido también por dirigir algunos dibujos animados del Pájaro Loco, Andy Panda y Barney Bear.
- Datos: Q3026615